# Иошпе, Алла Яковлевна
А́лла Я́ковлевна Ио́шпе (Йо́шпе; 13 июня 1937, Украинская ССР, СССР — 30 января 2021, Москва) — советская и российская эстрадная певица, народная артистка России (2002). Кандидат педагогических наук (1966).

## Биография
Родилась 13 июня 1937 года в Москве в еврейской семье. Отец Яков (Янкель) Александрович Йошпе, железнодорожник, родился в Сатанове, мать Мария Григорьевна Йошпе происходила из Проскурова. 
«Я всегда любила читать. Из каждой командировки папа непременно привозил книги, и когда мы открывали коробку, у меня буквально трепетало сердце от запаха свежей типографской краски, от предвкушения момента, когда я останусь наедине с книгой. В детстве я часто болела, лежала, мне было скучно, и книги наполняли смыслом это время. Но я не выросла книжной девочкой в том смысле, что уходила от реальности. Как раз наоборот: у меня сформировался довольно сильный характер, который проявился во время моего поступления в институт. Наша квартира располагалась во дворе Еврейского театра Михоэлса. Я почти всё время болела, и, чтобы скрасить моё существование, мама помогала мне добираться на все их спектакли — я была самым постоянным и преданным зрителем этого театра. А позже сцена стала моей мечтой, и я даже сдала экзамены в ГИТИС. Но маму вызвали в ректорат и сказали: «Не мучайте девочку! С такими физическими проблемами на сцену она всё равно никогда не выйдет!». И мама уговорила меня поступать в МГУ. Мой выбор пал на философский факультет, кафедру психологии. Там можно было заниматься психологией творчества. Уж если не творить самой, то, по крайней мере, разобраться, как и отчего творят другие! Мои первые песни «Царевна-Несмеяна» и «Купите фиалки» трогали всех. Поначалу я стеснялась выходить, прихрамывая, к микрофону, но на первом же концерте получила записку, запомнившуюся мне на всю жизнь: «Милая! Вы — талантливый, счастливый человек! Вы не должны выходить на сцену стеснённо. Не надо показывать, что ваш недуг вас стесняет. Вы ведь столько дарите людям! Спасибо вам, и — смелее! Вы — настоящая певица! И будьте ею!».

В возрасте 10 лет тяжело заболела — поранила ногу, начался сепсис. Ампутации удалось избежать, однако проблемы с ногой остались на всю жизнь. Она мечтала стать артисткой, но окончила философский факультет МГУ и в 1966 году защитила диссертацию на соискание учёной степени кандидата педагогических наук (по психологии) по теме «Регуляция скорости произвольных двигательных реакций в норме и при поражении лобных долей мозга». Обучение совмещала с участием в качестве солистки в эстрадно-симфоническом оркестре университета.
В 1960 году на конкурсе художественной самодеятельности вузов Москвы в Колонном зале Дома Союзов встретилась со Стаханом Рахимовым. Образовался дуэт, концерты которого в течение будущих десятилетий проходили не только в Советском Союзе, но и в зарубежных странах. Через некоторое время они поженились (у обоих это был не первый брак).
В конце 1970-х годов здоровье Иошпе стало ухудшаться, операции не помогали. В 1979 году они с мужем решили подать документы на выезд в Израиль. Последовала реакция властей: их не только не выпустили из страны, но и запретили выступать на сцене. Последующее десятилетие пара провела практически «под домашним арестом». Им угрожали, постоянно вызывали на Лубянку, исключили из института их дочь. Алла и Стахан писали письма во все столичные издания: «Мы не уехали, мы живы, мы здесь. Нам не дают работать». Вскоре по Москве распространилась информация: Иошпе и Рахимов по субботам устраивают домашние концерты. Свой «домашний театр» они назвали «Музыка в отказе». Его эмблемой стала картина: две птицы, на клювы которых навешен амбарный замок.

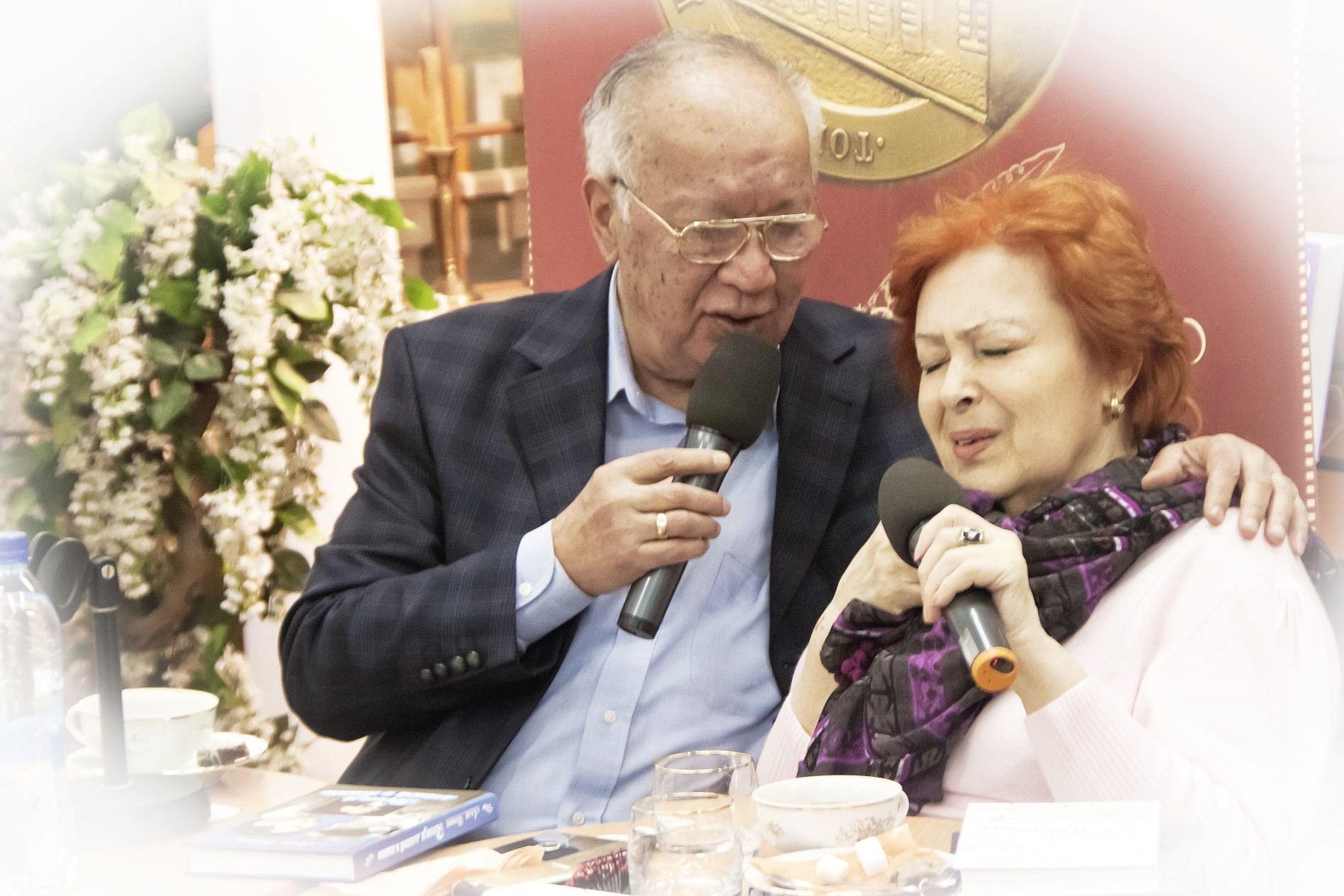
Поют Стахан Рахимов и Алла Иошпе

В конце 1980-х годов им разрешили петь в маленьких райцентрах, а потом и на главных эстрадах страны. Много гастролировали за рубежом - Австрия, Новая Зеландия, Мадагаскар, Европа, США. 
Активно сотрудничали с радио «Надежда» (вели рубрику «Дороги артистов»). Занимались педагогической работой, создав свой фонд за развитие культуры «Аист» (Алла и Стахан).
Алла Яковлевна Иошпе скончалась 30 января 2021 года на 84-м году жизни в одной из московских больниц, причиной смерти стало заболевание сердца. Похоронена 2 февраля на Востряковском кладбище. Стахан Рахимов пережил супругу, с которой был вместе 60 лет, всего на полтора месяца, скончался 12 марта 2021 года также на 84-м году жизни.

## Признание
В 1999 году состоялся большой концерт Аллы Иошпе и Стахана Рахимова в Москве в ГЦКЗ «Россия», посвященный 35-летию творческого дуэта.
В 2002 году А. Я. Иошпе и С. М. Рахимов стали народными артистами России.
В 2004 году в Москве в ГЦКЗ «Россия» состоялся концерт «Песня длиной в жизнь», посвящённый 40-летию творческого дуэта. Запись концерта была показана по телеканалу ТВ Центр.
В 2005 году состоялся сольный концерт Аллы Иошпе и Стахана Рахимова в Москве в Театре Эстрады.
В 2006 и 2012 годах Алла Иошпе и Стахан Рахимов были гостями программы «Рождённые в СССР» на телеканале «Ностальгия».
В 2008 году один из выпусков авторской программы Олега Нестерова «По волне моей памяти» был посвящён Алле Иошпе и Стахану Рахимову.
В субботу 17 октября 2020 года программа «На дачу!» с Наташей Барбье побывала на даче у Аллы Иошпе и Стахана Рахимова.
В 2021 году Алла Иошпе и Стахан Рахимов приняли участие в документальном фильме «Сергей Лапин. Влюблённый деспот» (2021, «ТВ Центр») о советском партийном и государственном деятеле С. Г. Лапине, который в 1970—1985 годах возглавлял Госкомитет по телевидению и радиовещанию при Совете Министров СССР (с 5 июля 1978 г. — Гостелерадио СССР).

## Семья
- Старшая сестра — Фаина (род. 1932), была замужем за поэтом и переводчиком Михаилом Грисманом, публиковавшимся под псевдонимом «Михаил Курганцев».
- Первый муж — Роберт Владимирович Чумак (1927—1984), актёр, старший брат Аллана Чумака[8].
  - Дочь — Татьяна, врач.
- Второй муж — Стахан Рахимов (1937—2021), певец, народный артист РФ (2002), партнёр по сцене. В браке прожили 60 лет[9].

## Публикации
Иошпе — автор четырёх книг.
- «Песня длиною в жизнь» — книга воспоминаний.
- «Хлеб с солью и пылью» — о встречах с самыми разными людьми.
- «В городе белой вороны» — более чем наполовину состоит из рассказов, есть на её страницах и немного стихов.
- «Бочка счастья» — один из разделов отведён поэзии.

Все книги, кроме первой, проиллюстрированы рисунками мужа.

## Звания и награды
- Заслуженная артистка Узбекской ССР
- Заслуженная артистка Российской Федерации (1995)[10]
- Народная артистка Российской Федерации (2002)[1]
- Орден Дружбы (2008)[11]